# Lower Benefield
Lower Benefield – wieś w Anglii, w hrabstwie Northamptonshire, w dystrykcie (unitary authority) North Northamptonshire. Leży 37 km na północny wschód od miasta Northampton i 113 km na północ od Londynu.